# Peuple frère
 (juin 2022).
 (juin 2022).
- Si vous ne connaissez pas le sujet, laissez ce bandeau (vous pouvez alors contacter les auteurs).
- Si vous supprimez le contenu mis en cause (vous pouvez préalablement contacter les auteurs),

argumentez précisément cette suppression dans la page de discussion
(un manque de référence n'est pas un argument ; une recherche réelle de référence doit avoir été effectuée, être formellement documentée).
 (mai 2022).
La mise en forme du texte ne suit pas les recommandations de Wikipédia : il faut le « wikifier ».
Les points d'amélioration suivants sont les cas les plus fréquents. Le détail des points à revoir est peut-être précisé sur la page de discussion.
- Les titres sont pré-formatés par le logiciel. Ils ne sont ni en capitales, ni en gras.
- Le texte ne doit pas être écrit en capitales (les noms de famille non plus), ni en gras, ni en italique, ni en « petit »…
- Le gras n'est utilisé que pour surligner le titre de l'article dans l'introduction, une seule fois.
- L'italique est rarement utilisé : mots en langue étrangère, titres d'œuvres, noms de bateaux, etc.
- Les citations ne sont pas en italique mais en corps de texte normal. Elles sont entourées par des guillemets français : « et ».
- Les listes à puces sont à éviter, des paragraphes rédigés étant largement préférés. Les tableaux sont à réserver à la présentation de données structurées (résultats, etc.).
- Les appels de note de bas de page (petits chiffres en exposant, introduits par l'outil «  Source ») sont à placer entre la fin de phrase et le point final[comme ça].
- Les liens internes (vers d'autres articles de Wikipédia) sont à choisir avec parcimonie. Créez des liens vers des articles approfondissant le sujet. Les termes génériques sans rapport avec le sujet sont à éviter, ainsi que les répétitions de liens vers un même terme.
- Les liens externes sont à placer uniquement dans une section « Liens externes », à la fin de l'article. Ces liens sont à choisir avec parcimonie suivant les règles définies. Si un lien sert de source à l'article, son insertion dans le texte est à faire par les notes de bas de page.
- La présentation des références doit suivre les conventions bibliographiques. Il est recommandé d'utiliser les modèles {{Ouvrage}}, {{Chapitre}}, {{Article}}, {{Lien web}} et/ou {{Bibliographie}}. Le mode d'édition visuel peut mettre en forme automatiquement les références.
- Insérer une infobox (cadre d'informations à droite) n'est pas obligatoire pour parachever la mise en page.

Pour une aide détaillée, merci de consulter Aide:Wikification.
Si vous pensez que ces points ont été résolus, vous pouvez retirer ce bandeau et améliorer la mise en forme d'un autre article.
Peuple frère ou peuple fraternel est un cliché de propagande, un idiome, un idéologème des processus politiques et idéologiques largement utilisé dans les pays impériaux et post-impériaux, principalement en Russie et visant à la subjugation des États voisins et à l'asservissement des peuples voisins.

## L'Allemagne et les «peuples frères»
À la fin du XIXe siècle, l'idéologème « nation frère » a été utilisé par les théoriciens militaires allemands contre les Autrichiens dans le contexte de la confrontation entre l'Allemagne et la France.

## La Pologne et les «peuples frères»
Les chroniques polonaises de la fin du XVIe siècle et début du XVIIe siècle racontent une légende sur trois frères mythologiques, Czech, Lech et Rus, qui cherchaient une terre pour vivre et, l'ayant trouvée, ont créé trois pays – Czechia (la Bohême), Lechia (la Pologne) et Rus (la Ruthénie). Cette légende a pénétré en Ukraine grâce au parrainage des princes Ostrogski. Les princes font remonter leur généalogie au grand-prince Vladimir et, de là, à un ancêtre mythique de tous les Russes – un certain "Rus" qui n'a jamais existé. Les actes des princes ont créé une base pour la propagation du concept de "peuple vieux russe" sur un territoire déterminé.

## La Russie et les «peuples frères»
La mythologie de la fraternité des peuples russe et ukrainien était l'une des mythologies fondatrices de la propagande soviétique qui a remplacé le concept de la "trinité du peuple russe", doctrine officielle de l'Empire russe,.

### Contexte historique
Le cliché est répandu en Russie (sous diverses formes de son existence : Empire russe, RSFSR, fédération de Russie) principalement envers les Ukrainiens et les Biélorusses, ainsi qu'envers les Bulgares, les Polonais, les Serbes, les Espagnols[réf. nécessaire], les Tchèques et les Slovaques, etc. En même temps, la reconnaissance de ces nations comme « frères » était un élément de l'agression russe contre ces nations ou les nations voisines, et la reconnaissance elle-même constitue un outil de consolidation du « monde russe » et d'expansion de la langue russe.

### Bulgarie
L'expansion de l'Empire Russe sur la péninsule des Balkans dans la seconde moitié du XIXe siècle a conduit à l'implication dans la sphère « fraternelle » de plusieurs peuples slaves, notamment les Bulgares, qui occupaient la partie orientale de la péninsule limitrophe avec l'Empire Russe. Cette politique à l'égard des Bulgares était renforcée par le fait que les Russes et les Bulgares sont tous deux orthodoxes et que même les livres religieux en Russie et en Bulgarie étaient écrits dans le même langage religieux slave.
Cette politique est toujours en cours, mais pas toujours ouvertement. Par exemple, le Président bulgare Rossen Plevneliev déclare que de nombreux facteurs indiquent que la Russie finance des partis et des médias anti-européens en Bulgarie et dans d'autres pays européens cherchant ainsi à miner l'UE en son sein et à préserver l'influence de la Russie sur la Bulgarie. Dans le même temps, les experts russes estiment que les élites bulgares sont constamment en conflit avec des sentiments fraternels entre les peuples de Bulgarie et de Russie motivant cela par la position de certaines associations russophiles bulgares.

### Serbie
Les Serbes ont été l'un des premiers peuples à entrer dans la sphère d'intérêt de l'Empire Russe au cours de la Première Guerre mondiale et ont été reconnus comme peuple « frère ». À ce moment-là, l'envoyé impérial à la mission impériale russe à Nice, le prince Grigori Troubetskoï, a noté que la volonté de soutenir le peuple frère dans une période difficile, non seulement par des moyens militaires, répondait à la mission de l'Empire Russe de préserver les positions politiques dans les Balkans acquises dans les années d'avant-guerre, en particulier en Serbie et au Monténégro.

### Pologne
En 1881, pendant la russification active de la Pologne, l'historien et homme politique russe Nikolaï Kareïev écrivait :
« Est-il possible de ne pas tendre une main fraternelle au peuple frère qui a perdu la paix de l'esprit à cause de la terrible situation qui a frappé sa patrie ? ».

### Tchécoslovaquie
En 1968, pendant les manifestations en Tchécoslovaquie, Andreï Gretchko, ministre de la défense de l'URSS, a déclaré à propos de l'invasion de la Tchécoslovaquie par les troupes russes :
« Nous allons chez nos frères pour les aider à défendre le socialisme ».

### Bélarus
Au printemps 2017, Valentina Matvienko, chef de l'Assemblée fédérale de la fédération de Russie, a déclaré :
« Le Belarus est une nation frère, un partenaire stratégique avec lequel nous allons construire l'État Uni ». 
Dans un même temps, la partie biélorusse déclare de temps en temps qu'elle ne veut pas céder beaucoup du pouvoir.

### Ukraine
La signification de l'idiome "nation frère" par rapport aux Ukrainiens a varié en Russie en fonction des circonstances politiques. Dans l'Empire Russe, on s'accordait à dire que les Russes et les Ukrainiens formaient un peuple commun ; en Union soviétique, ils étaient frères, de même sang еn Russie moderne, avec le début de la croissance de l'attitude agressive envers l'Ukraine, les dirigeants politiques et l'église russe ont commencé à décrire le peuple ukrainien comme étant commun avec les Russes, comme faisant partie de la nation russe,.
Durant la guerre russo-ukrainienne à l'Est de l'Ukraine, le président russe Poutine a reconnu les Ukrainiens comme un peuple frère. Cependant, en 2015, selon les enquêtes sociologiques, le nombre de ceux qui considéraient les habitants du pays voisin comme des frères a diminué à 34 %, contre près de 90 % en Ukraine et près de 80 % en Russie, comme avant le début de la guerre. Cela indique que les relations entre les peuples sont loin d'être fraternelles.
Le concertiste Iosip Kobzon, originaire du Donbas ukrainien, fait remarquer que le peuple frère pour les Russes, ce sont les habitants de la soi-disant RPD.

## Contexte de l'expansion russe à l'égard des «frères»
L'écrivain Fiodor Dostoïevski écrit :
Quelle comparaison peut-on faire entre les Russes et les Slaves ? Et qui établira l'égalité entre eux ?..La Russie est inégale à tous égards - et à chaque nation individuellement et à toutes ensemble ?
Et en même temps :
... La Russie n'aura pas, et n'a jamais eu, de tels haineux, jaloux, diffamateurs et même de véritables ennemis que toutes ces tribus slaves, dès lors que la Russie les libérera et que l'Europe acceptera de les reconnaître comme libérées !